# Operail C30-M
Die Baureihe Operail C30-M sind umgebaute und hochgerüstete dieselelektrische Lokomotiven der estnischen Eisenbahngesellschaft Operail. Zudem kommen sie beim deren ehemaligem Tochterunternehmen North Rail als Dr21 zum Einsatz.

## Technische Daten
Die Lokomotiven sind ein Gemeinschaftsprojekt von Operail und dem tschechischen Unternehmen CZ Loko a.s. Die Lokomotiven werden im Depot Tapa von Operail aus Spenderlokomotiven der Reihe GE C30-7Ai umgebaut und komplettiert. Für die Montage werden der Hauptrahmen, die Drehgestelle und der 14.100-Liter-Kraftstofftank der GE C30-7Ai-Lokomotiven sowie von CZ Loko gelieferte Module verwendet.
Neu sind Motorhauben und Führerstände sowie Brems- und Steuerungssysteme. Bei mehreren Lokomotiven wurde die ursprüngliche Antriebsmaschine der GE C30-7Ai, ein 16-Zylinder-GE-Dieselmotor vom Typ 7FDL16 mit 2.200 kW, der mit einem Generator vom Typ GTA11 verbunden ist, durch einen Caterpillar-Dieselmotor 3512C Euro IIIA mit 1.550 kW ersetzt, der mit einem Siemens-Generator vom Typ 1FC2 631T und einer Siemens-Lichtmaschine vom Typ 1FC2 631P gekoppelt ist.
Die 19 in Estland vorhandenen GE C30-7Ai sind bis auf die 1565, die einen schweren Unfallschaden hat, alle für den Umbau vorgesehen, neun davon sind bereits im Einsatz. In Estland sind unter anderen die Lokomotiven C30-M 1558, 1559, 1560, 1561, 1562, 1564, 1566 und 1571 in Betrieb.
Die Lokomotiven haben Namen nach Stationsvorstehern erhalten, die den Bahnhof Tapa leiteten:
- C30-M 1558 Leo – nach Leo Pärg, Dienststellenleiter 1942–1944 – blau
- C30-M 1559 Rudolf – Rudolf Bernhard Blauhut, Dienststellenleiter 1933–1940 – in alter, roter EVR Cargo Lackierung
- C30-M 1560 Otto – nach Villu-Otto Vane, Dienststellenleiter 1941–1942 – blau
- C30-M 1561 Karl – nach Karl Glaudan, Dienststellenleiter 1918–1933 – in alter, roter EVR Cargo Lackierung
- C30-M 1562 Paul
- C30-M 1564 Adam – nach Adam Zmijevski, Dienststellenleiter 1909–1918 – in alter, roter EVR Cargo Lackierung
- C30-M 1566 Märt – nach Märt Külvik, Dienststellenleiter 1944 – blau
- C30-M 1570 Jakob – nach Jakob Roplik, Dienststellenleiter 1940–1941 – Einsatz in Finnland, siehe Operail Dr21
- C30-M 1571 Oskar – nach Oskar Kriisk, Dienststellenleiter 1953–1954 – blau, Funkfernsteuerung
- C30-M 1572 – im Umbau
- C30-M 1573 – im Umbau
- C30-M 1574 Ants – Einsatz in Finnland, siehe Operail Dr21[5][6]

## Operail Dr21 / North Rail Dr21
In die Baureihe Operail Dr21 wurde die Operail C30-M-Lokomotive 1570 Jakob eingereiht, die der finnischen Bahngesellschaft Operail Finland Oy, einer Tochtergesellschaft der estnischen Eisenbahngesellschaft Operail, zum Einsatz nach Finnland überstellt wurde. Die Lokomotive wurde für den Rangierdienst verwendet. Am 29. September 2021 erhielt die Lokomotive mit der vorläufigen Zulassung für Probefahrten die UIC-Nr. 98 10 8108 201-9.
Die Antriebsanlagen der Dr21 1570 bestehen aus einem Caterpillar-Dieselmotor 3512CHD, einem Siemens-Generator 1FC2 631-6 und einem Gleichstromfahrmotor Typ GE 752 AF.
Die Lokomotive ist ausgestattet mit:
- einem Mikroprozessorsteuerungssystem
- einem Diagnosesystem
- Elektrodynamischer Bremse (EDB)
- Führerhaus mit Klimaanlage
- Globales Positionsbestimmungssystem (GPS)
- Fernbedienungssystem

Für den Betrieb sind geräumige und sichere Umläufe und Rangiertritte vorhanden. Die Kühlgebläse des Fahrmotors und des Dieselmotors sowie der Kompressor werden elektrisch angetrieben. Neben den Reibungsbremsen mit pneumatischer und elektrischer Steuerung von DAKO sind eine elektrische dynamische Bremse sowie eine mechanische Handbremse vorhanden.
Mit der Übernahme der Operail Finland Oy ab dem 9. März 2023 durch North Rail Oy wird die Baureihe nun als North Rail Dr21 bezeichnet.

### Lieferungen
Am 15. Juli 2021 traf die Lokomotive Dr21 1570 (Jakob) per Schiff von Paldiski im Hafen von Hanko ein, am 16. Juli 2021 wurde sie von Hanko nach Kotka überführt, wo Operail ebenso wie in Kouvola ein Betriebswerk unterhält.
Am 9. Mai 2023 traf Dr21 1574 mit dem Namen Ants in Hanko ein und wurde nach Kotka geschleppt. Die Lokomotive war auf dem Seeweg von Paldiski nach Hanko gebracht worden. Bei der Überführung trug sie noch den Namen von Operail. Dr21 1574 unterscheidet sich von der Dr21 1570 dadurch, dass sie über eine Funksteuerung verfügt.
Dr21 1562, Paul, die dritte Lokomotive der von North Rail eingesetzten Serie, wurde am 7. Juli 2023 von Hanko nach Kotka geschleppt. Auch sie war von Paldiski nach Hanko verschifft worden. Die Nr. 1570 wurde von North Rail gekauft, die anderen beiden sind Leasinglokomotiven von Operail.
Am 28. August 2023 wurde Dr21 1574 für North Rail von Kouvola nach Hangonsaari bei Uusikaupunki verlegt. Danach wurden Spurprüfungsfahrten in Uussakaupunki und Hankonsaari durchgeführt, um sicherzustellen, dass dieser Lokomotive im Industriegebiet keine Hindernisse entgegenstehen. Am folgenden Tag, dem 29. August 2023, begann North Rail mit Ammoniaktransporten von Russland nach Uusikaupunki. Der Verkehr wird mit russischen Kesselwagen abgewickelt.

### Einsatz
Die Dr21 1570 hat von Traficom am 29. September 2021 eine Ausnahmegenehmigung für Probefahrten bis zum 1. Juli 2022 erhalten. Die Ausnahmegenehmigung erlaubt es, die Lokomotive ohne funktionierendes finnisches Zugsicherungssystem JKV-STM zu betreiben.
Ab dem 3. Mai 2023 sind die Lokomotiven der Baureihe North Rail Dr21 von Kouvola nach Ruokosuo bei Siilinjärvi für den Düngemittelhersteller Yara im Regelbetrieb eingesetzt.